# فاو (مغنية)
فاو (مواليد 28 مارس 2003) هي رابر ومنتجة فيتنامية، بدأت مسرتها الفنية عام 2018 وأشتهرت بأغنية 2 Phút Hơn.

## روابط خارجية
- فاو على موقع ميوزك برينز (الإنجليزية)